# Heterusia conduplicaria
Heterusia conduplicaria är en fjärilsart som beskrevs av Jacob Hübner 1825. Heterusia conduplicaria ingår i släktet Heterusia och familjen mätare. Inga underarter finns listade i Catalogue of Life.